# Pseudolimnophila (Pseudolimnophila) lucorum
Pseudolimnophila (Pseudolimnophila) lucorum is een tweevleugelige uit de familie steltmuggen (Limoniidae). De soort komt voor in het Palearctisch gebied.